# 杉山知隆
杉山 知隆（すぎやま ともたか、1947年8月22日 - ）は、静岡県清水市（現・静岡市清水区）出身の元プロ野球選手（投手）。

## 経歴
清水市立商では2年次の1964年春まで上手投げであったが、同年夏から下手投げに転向。3年次の1965年に夏の甲子園県予選で準々決勝に進出するが、静岡商に敗退。甲子園には出場できなかったが、当時から伸びのあるボールを投げ、三振は毎試合10個以上奪っていた。大洋・入谷正典スカウトから目をつけられていたが、後一歩力が無かったのと高校の監督の強い勧めで、高校卒業後は1966年に監督の母校であった専修大学商学部へ進学。野球部では1年上にエースの芝池博明がおり、東都大学リーグではなかなか活躍の機会がなかった。2年次の1967年に初めてベンチ入りするが、春は八代キャンプにも連れていってもらえなかった。この時にまた上手投げに変えるが、同年に就任した監督のアドバイスがきっかけであった。これまで投げられなかったドロップを練習するようにとも言い付けられ、この指導法が実り、垂直に落ちるドロップは杉山の決め球になった。夏までは全くの下積み生活であったが、秋季ではシーズン3度目の登板となった亜大戦でリーグ初白星を挙げる。この時は大橋穣など強打の亜大を1安打完封、当時のリーグ記録の15三振を奪い注目を集め、野球好きの両親がネット裏で声援を送っていた。
大学卒業後は1970年に東芝へ入社し、1972年のドラフト2位で大洋ホエールズに入団。
1973年は9月27日に初めて一軍ベンチに入ったが、同日に長男の一成が誕生。
1977年には4月16日の中日戦（川崎）で先発して勝利を挙げた後から先発陣の一角に食い込み、巨人キラーとして活躍。前半戦にロングリリーフでの2勝を含む8勝5敗の好成績で、オールスターにも選出される。この分では2桁勝利も容易かと思われたが、先発で5回をもたないピッチングが続きリリーフでの1勝を上積みしたのみで、最終的には9勝10敗4Sと後一歩で2桁勝利を逃した。
1978年には間柴茂有と共に野村収とのトレードで日本ハムファイターズへ移籍し、同年は開幕2戦目から先発として起用されて9勝を記録。前期は2勝3敗とやや期待はずれの格好であったが、後期開幕して間もない7月4日のロッテ戦（後楽園）で移籍後初の完投勝利を記録。この日に備えて、6月11日の阪急戦（後楽園）を最後に3週間あまりも実戦から遠ざかっていた。来る日も来る日もブルペンで投げ込み、野手陣に交じって走り込みを繰り返してきた。杉山は「なにしろマウンドに上がること自体が久しぶりですから…新人投手のような心境ですよ」と少年のように胸をはずませ、正念場、背水の構えで登板。ダイナミックなフォームからの速球は快調で、落差のあるカーブは狙いとほとんど狂いなく左右のコーナーに決まった。3回こそ力んで、白仁天の内野安打をきっかけに無死満塁のピンチを迎えたが、得津高宏の右犠飛による1点に抑えた。最少失点に切り抜けると、日本ハムナインも杉山の復活初戦に一大奮起。1回表にボビー・ミッチェルが金田留広から特大23号3ラン本塁打、リードした加藤俊夫が渡辺秀武から9号本塁打を放つなど、懸命のバックアップもあり、ロッテ打線を8安打1点に抑えての完投勝ちを決める。これが5月14日のクラウン戦（後楽園）以来、実に50日ぶりの白星であった。「狂四郎」というあだ名がつく物静かな男で、「円月投法」とも呼ばれた。
1979年は自己最多で唯一の2桁となる11勝を挙げる一方でリーグ最多の17敗を喫するが、8月18日の南海戦（弘前）では森口益光と投げ合って自己唯一の完封勝利を果たした。この時は重い速球を放り込んでカーブで打ち取るパターンのピッチングで、7年目での初完封勝利と初の2桁勝利を達成。同年はほぼ先発としての登板で、開幕してからは負けが先行する成績であったが、6月中旬から勝ち星を増やす。9月に入ると息切れか5連敗で終了。
1981年には肩を故障し、同年限りで現役を引退。
引退後は清水に帰郷して食料品店を経営した。

## 詳細情報

### 年度別投手成績
| 年 度     | 球 団     | 登 板 | 先 発 | 完 投 | 完 封 | 無 四 球 | 勝 利 | 敗 戦 | セ 丨 ブ | ホ 丨 ル ド | 勝 率 | 打 者 | 投 球 回 | 被 安 打 | 被 本 塁 打 | 与 四 球 | 敬 遠 | 与 死 球 | 奪 三 振 | 暴 投 | ボ 丨 ク | 失 点 | 自 責 点 | 防 御 率 | W H I P |
| --------- | --------- | ----- | ----- | ----- | ----- | -------- | ----- | ----- | -------- | ----------- | ----- | ----- | -------- | -------- | ----------- | -------- | ----- | -------- | -------- | ----- | -------- | ----- | -------- | -------- | ------- |
| 1974      | 大洋      | 2     | 0     | 0     | 0     | 0        | 0     | 0     | 0        | --          | ----  | 24    | 5.0      | 6        | 2           | 3        | 0     | 0        | 8        | 0     | 0        | 4     | 4        | 7.20     | 1.80    |
| 1975      | 大洋      | 28    | 7     | 0     | 0     | 0        | 2     | 4     | 1        | --          | .333  | 294   | 67.0     | 63       | 6           | 41       | 4     | 3        | 68       | 4     | 0        | 33    | 31       | 4.16     | 1.55    |
| 1976      | 大洋      | 40    | 0     | 0     | 0     | 0        | 4     | 4     | 0        | --          | .500  | 256   | 58.0     | 62       | 13          | 34       | 2     | 2        | 51       | 2     | 0        | 35    | 35       | 5.43     | 1.66    |
| 1977      | 大洋      | 49    | 22    | 2     | 0     | 1        | 9     | 10    | 4        | --          | .474  | 762   | 173.1    | 166      | 29          | 85       | 4     | 2        | 125      | 2     | 0        | 101   | 92       | 4.79     | 1.45    |
| 1978      | 日本ハム  | 26    | 22    | 5     | 0     | 0        | 9     | 6     | 0        | --          | .600  | 585   | 134.0    | 151      | 19          | 40       | 3     | 11       | 65       | 1     | 0        | 67    | 60       | 4.03     | 1.43    |
| 1979      | 日本ハム  | 31    | 30    | 10    | 1     | 1        | 11    | 17    | 0        | --          | .393  | 814   | 186.2    | 188      | 32          | 78       | 2     | 7        | 120      | 4     | 0        | 104   | 98       | 4.72     | 1.43    |
| 1980      | 日本ハム  | 18    | 6     | 1     | 0     | 0        | 4     | 1     | 0        | --          | .800  | 209   | 47.1     | 46       | 9           | 24       | 1     | 2        | 36       | 2     | 0        | 24    | 22       | 4.21     | 1.48    |
| 1981      | 日本ハム  | 22    | 9     | 1     | 0     | 0        | 1     | 6     | 1        | --          | .143  | 308   | 69.0     | 73       | 10          | 32       | 1     | 2        | 56       | 2     | 0        | 44    | 40       | 5.22     | 1.52    |
| 通算：8年 | 通算：8年 | 216   | 96    | 19    | 1     | 2        | 40    | 48    | 6        | --          | .455  | 3252  | 740.1    | 755      | 120         | 337      | 17    | 29       | 529      | 17    | 0        | 412   | 382      | 4.65     | 1.48    |

- 各年度の太字はリーグ最高

### 記録
初記録
- 初登板：1974年7月30日、対中日ドラゴンズ12回戦（中日スタヂアム）、9回裏に3番手で救援登板・完了、1回3失点
- 初奪三振：同上、9回裏に大島康徳から
- 初勝利：1975年7月26日、対阪神タイガース17回戦（川崎球場）、6回表に3番手で救援登板・完了、4回無失点
- 初先発：1975年7月30日、対ヤクルトスワローズ14回戦（川崎球場）、6回1/3を2失点
- 初セーブ：1975年9月30日、対ヤクルトスワローズ22回戦（川崎球場）、7回表に2番手で救援登板・完了、3回無失点
- 初先発勝利：1977年4月16日、対中日ドラゴンズ2回戦（川崎球場）、7回0/3を2失点
- 初完投勝利：1977年4月20日、対ヤクルトスワローズ4回戦（明治神宮野球場）、9回2失点
- 初完封勝利：1979年8月18日、対南海ホークス後期4回戦（弘前市運動公園野球場）

その他の記録
- オールスターゲーム出場：1回 （1977年）

### 背番号
- 21 （1973年 - 1977年）
- 17 （1978年 - 1981年）